# クリスチャン・メッツ
クリスチャン・メッツ（Christian Metz、1931年12月12日 - 1993年9月7日）は、フランスの映画理論家、映画記号学者である。

## 来歴・人物
1931年、フランス、エロー県、ベジエに生まれる。
占領下のパリで映画に熱中して過ごし、解放後にはシネ・クラブにも参加したという。高等師範学校卒業後、リセでの教員時代を経て、国立科学研究センター（CNRS）の研究員となり、映画記号学の研究に着手する。
1964年、「映画――言語体系か言語活動か？（Le cinéma, langue ou langage?）」という記事を国立科学研究センターの機関誌『コミュニカシオン』に発表する。以降、社会科学高等学術研究所における社会学・人類学・記号学・学際研究センター（CETSAS）で映画記号学のゼミを主宰しながら研究をつづける。
1970年代以降、メッツの仕事は大きな影響力を持ち、レイモン・ベルール、ジャック・オーモン、マルク・ヴェルネなど多くの後継者を生み出した。一方、哲学者のジル・ドゥルーズは『シネマ１＊運動イメージ』『シネマ２＊時間イメージ』において、メッツの主張を痛烈に批判した。
1993年、パリで死去。61歳没。

## 主な著書
- Essais sur la signification au cinéma. tome 1

『映画における意味作用に関する試論――映画記号学の基本問題』、浅沼圭司、木村建哉、曽根幸子、武田潔、西澤栄美子、早川恭只、村山匡一郎訳、水声社、2005年
- Essais sur la signification au cinéma. tome 2

『映画記号学の諸問題』、浅沼圭司訳、曽根幸子、武田潔、西澤栄美子、村山匡一郎訳、書肆風の薔薇、1987年
- Langage et cinéma

未訳
- Les essais sémiotiques

『エッセ・エミオティック』、樋口桂子訳、勁草書房、1993年
- Le signifiant imaginaire: psychanalyse et cinéma

『映画と精神分析――想像的シニフィアン』、鹿島茂訳、白水社、1981年／新装版2008年
- L`Enonciation impersonnelle, ou le site du film

未訳